# Sonate K. 319
La sonate K. 319 (F.267/L.35) en fa dièse majeur est une œuvre pour clavier du compositeur italien Domenico Scarlatti.

## Présentation
La ravissante sonate K. 319 ainsi que la précédente (couplées dans tous les manuscrits sauf Madrid) sont les seules en fa dièse majeur. Scarlatti use de la même ingénuité dans l'emploi de cette tonalité que Bach dans Le Clavier bien tempéré, avec un rythme de pastorale à 
, noté Allegro.
La pièce commence avec une gamme montante à la main droite (alors que la K. 318 la présentait descendante) et se conclut gracieusement avec des arabesques de doubles croches. Le compositeur semble moins intéressé par les difficultés digitales de la tonalité que par les diverses modulations possibles. Les armures changent et les enharmonies sont nombreuses.

## Manuscrits
Les manuscrits principaux sont le numéro 24 du volume VI (Ms. 9777) de Venise (1753), copié pour Maria Barbara, et Parme VIII 18 (Ms. A. G. 31413) ; les autres copies sont Münster III 34 (Sant Hs 3966), Vienne E 30 (VII 28011 E) et le numéro 10 du manuscrit de Madrid (E-Mc, ms. 3-1408).

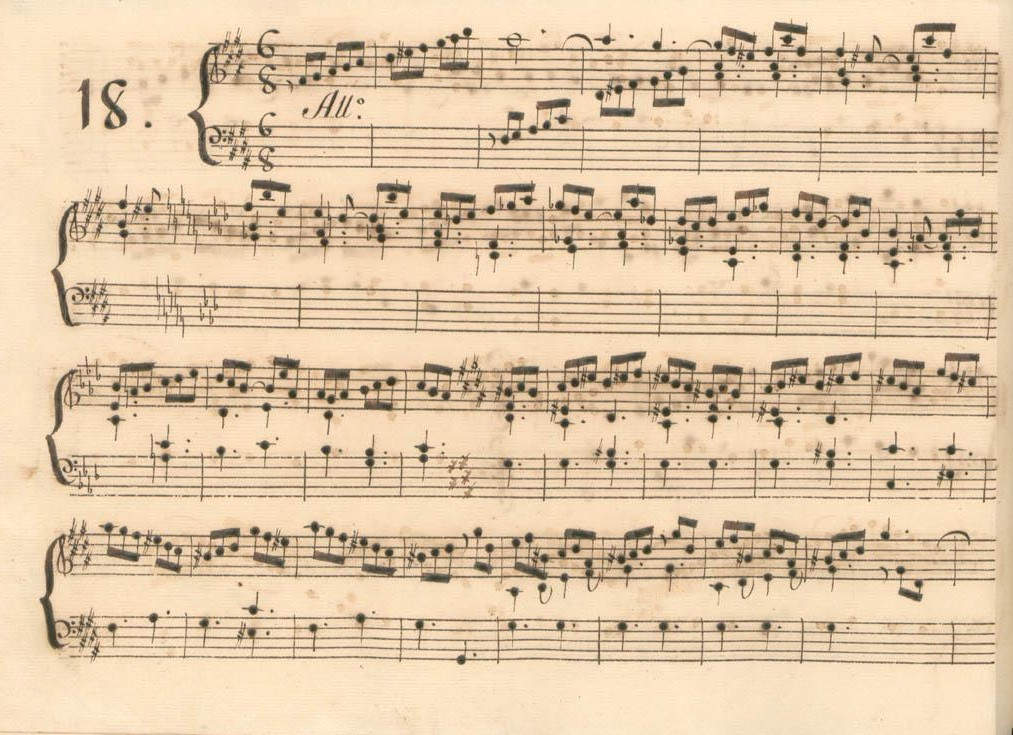
Parme VIII 18.
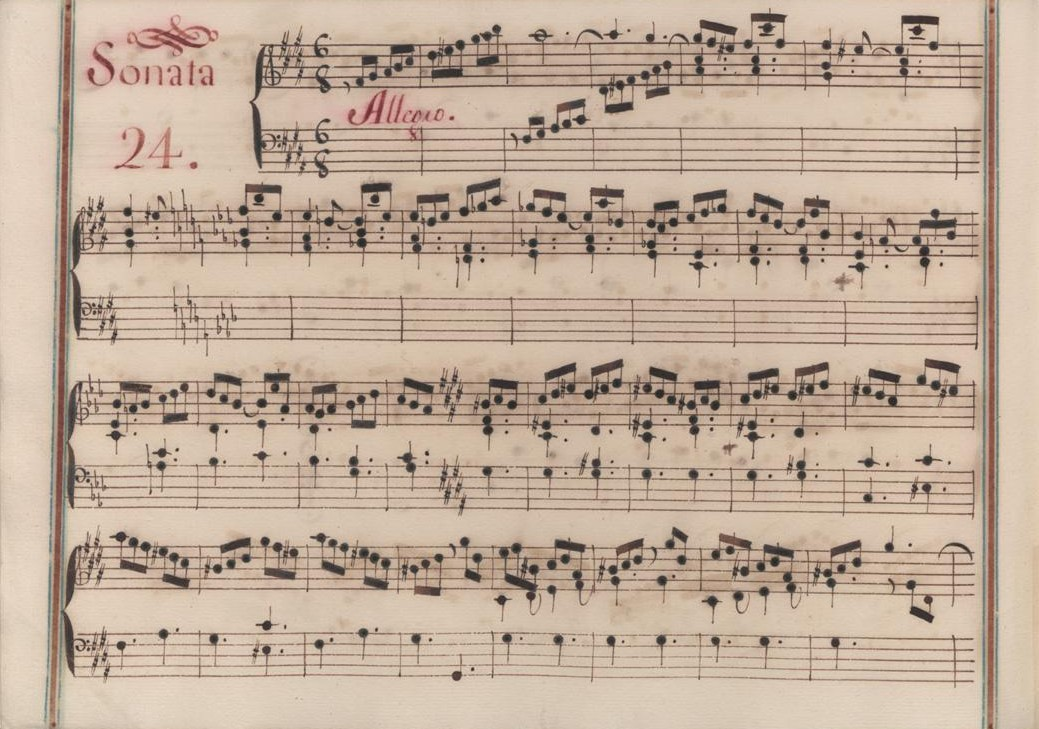
Venise VI 24.
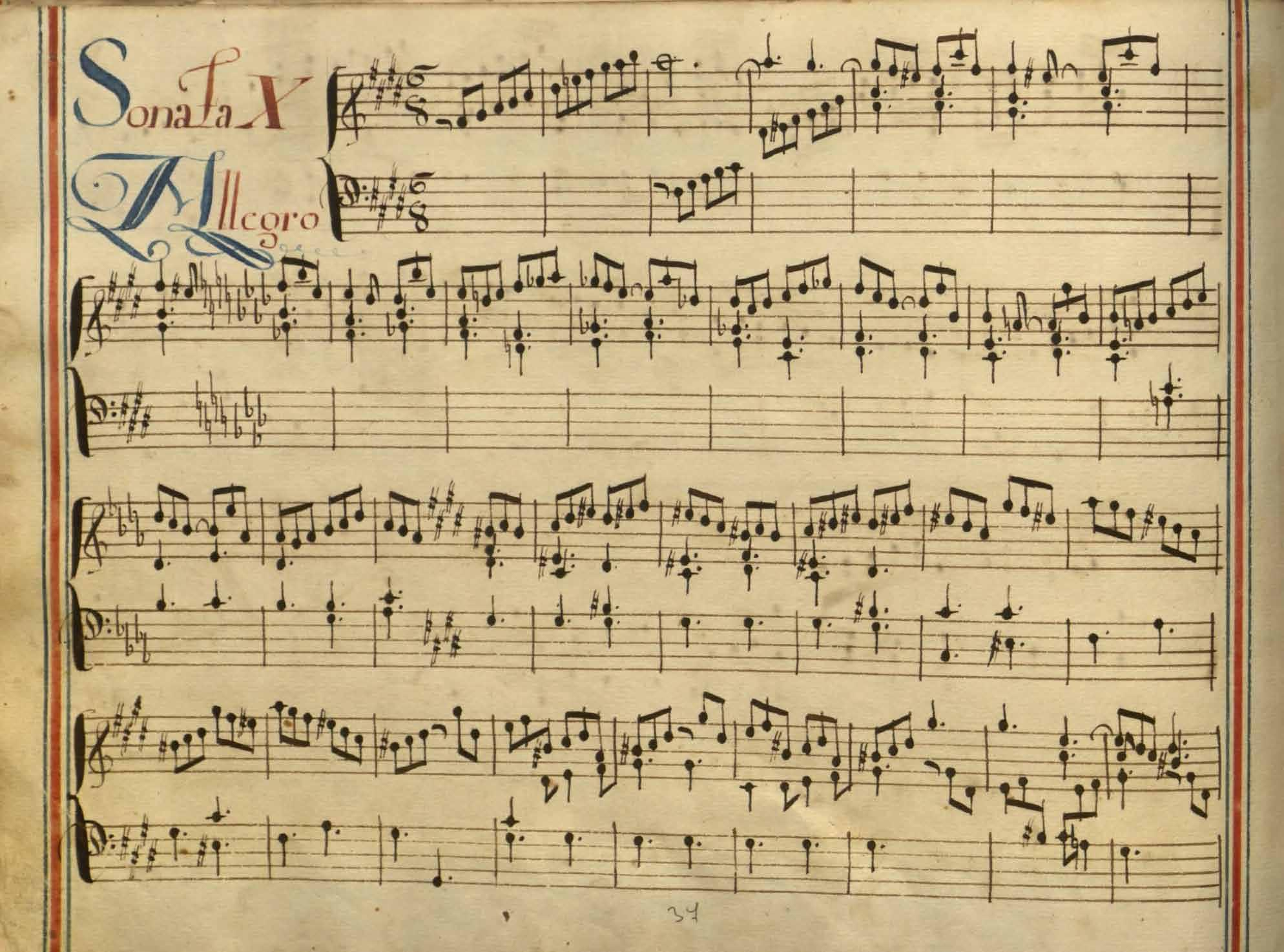
Madrid, sonate 10.

## Interprètes
Les grands interprètes au piano de la sonate K. 319 sont Vladimir Horowitz (concert 1967, Sony), Christian Zacharias (1981, EMI), Carlo Grante (2012, Music & Arts, vol. 3), Maurizio Baglini (2014, Decca), Artem Yasynskyy (2018, Naxos vol. 20) et Andrea Molteni (2021, Piano Classics).
Au clavecin, elle est défendue par Ralph Kirkpatrick, qui a enregistré l'opus pour Archiv, Scott Ross (Erato, 1985) et Richard Lester (2003, Nimbus, vol. 3).

## Sources
: document utilisé comme source pour la rédaction de cet article.
- Ralph Kirkpatrick (trad. de l'anglais par Dennis Collins), Domenico Scarlatti, Paris, Lattès, coll. « Musique et Musiciens », 1982 (1re éd. 1953 (en)), 493 p. (OCLC 954954205, BNF 34689181).
- Alain de Chambure, « Domenico Scarlatti : Intégrale des sonates — Scott Ross », p. 209, Erato (2564-62092-2), 1985 (OCLC 891183737) .
- (es) Laura Cuervo Calvo, « El manuscrito Ayerbe : una fuente española de las sonatas de Domenico Scarlatti de mediados del siglo XVIII », Ad Parnassum, Ut Orpheus Edizioni, vol. 13, no 25,‎ avril 2015, p. 1–26 (ISSN 1722-3954, OCLC 1006521868, lire en ligne).